# Selby Township (comté de Bureau, Illinois)
Selby Township est un township du comté de Bureau dans l'Illinois, aux États-Unis,. 